# Oxira floridoides
Oxira floridoides är en fjärilsart som beskrevs av Franz Dannehl 1925. Oxira floridoides ingår i släktet Oxira och familjen nattflyn. Inga underarter finns listade i Catalogue of Life.